# 佛朗哥·祖库利尼
佛朗哥·祖库利尼 (Franco Zuculini，1990年9月5日—）是阿根廷職業足球運動員，司職防守中場，現效力於意大利足球甲級聯賽中的維羅納。其弟弟般奴曾效力英超曼城。

## 外部連結
- Argentine League statistics （西班牙文）
- Stats at Fussballdaten （页面存档备份，存于） （德文）
- BDFutbol profile（页面存档备份，存于）
- 佛朗哥·祖库利尼在 National-Football-Teams.com 上的出场纪录
- 佛朗哥·祖库利尼 – FIFA國際賽競賽紀錄 (存檔)
- Soccerway profile （页面存档备份，存于）